# Монтакуто
Монтакуто (итал. Montacuto) — коммуна в Италии, располагается в регионе Пьемонт, в провинции Алессандрия.
Население составляет 340 человек (2008 г.), плотность населения составляет 14 чел./км². Занимает площадь 24 км². Почтовый индекс — 15050. Телефонный код — 0131.
Покровителем коммуны почитается святой Ферм, празднование 9 августа.

## Демография
Динамика населения:

## Администрация коммуны
- Официальный сайт: